# Краб (брейкер)
Дми́трий Вале́рьевич Моро́зкин (Расс) (род. 28 июля 1969, Москва, СССР), более известный под псевдонимом Краб — советский и российский танцор брейк-данса, хореограф, режиссёр-постановщик, спортивный судья в дисциплине «брейкинг». Участник брейк-данс-команд «Баковка Сити Брейкерс» (1988), «Магический круг» (1989—1990), «Меркурий» (1991), B.People (1994—1996), «Театр Квасса» (1995—н.в.), Da Boogie Crew (1997—1998). Участник рэп-группы D.M.J. (1992—1994, 1998—2004). Режиссёр-постановщик проектов «Театр Квасса» и DgtlMysteries («Цифровые мистерии»). Чемпион СССР по брейк-дансу в стиле «брейкинг» (1989).

## Биография
Дмитрий Морозкин родился 28 июля 1969 года в Москве. В 1986 году увлёкся брейк-дансом после просмотра документального фильма «Человек с Пятой авеню». После чего стал обучаться танцу в кинотеатрах по фильмам «Танцы на крыше» и «Курьер», и дома по телефильмам «Этот фантастический мир. Выпуск 12: С роботами не шутят» и «Гремучая дюжина». Помимо этого учился танцу по видеокассетам с американскими фильмами 1984 года «Брейк-данс», «Брейк-данс 2», «Beat This: A Hip-Hop History», «Бит-стрит», «Break it» и «Body Rock».
Осенью 1986 года Морозкин стал учиться новым движениям у брейкеров студии Дома культуры издательства «Правда» Валентина Гнеушева. Изначально танцевал брейк-данс в стиле «брейкинг» (молниеносный turtle/черепаха — кручение на двух руках, впёртых в пресс). В 1987 году в паре с Олегом Башкатовым («Олень») участвовал в московских брейк-баттлах, предварительно репетируя движения в подвале. В августе 1987 года после баттла с Андреем Драчёвым («Колючий») в кафе «Клён» брейкер Сергей Мендес прозвал Морозкина «Крабом» за исполнение татла, которое было похоже на движения краба.
В начале 1988 года стал участником брейк-данс-трио «Баковка Сити Брейкерс» (Bakovka City Breakers), в которое помимо него вошли Олег Башкатов («Олень) и Сергей Пыльчиков («Муравей»). В феврале состоялось первое выступление трио на зеленоградском конкурсе танцев в стиле брейк «Зеленоград '88». В марте перед выступлением на празднике-конкурсе молодёжного танца «Витебск '88» (Витебск, Белоруссия) к команде присоединились два танцора в стиле «кинг-тат»: Дмитрий Клевцов («Клёпа») и Сергей («Кабан»). После этого Муравей покинул команду, а вместо него появились Антон Генералов («Крыс»), Михаил Медведев («Медведь») и Сергей Мендес, с которыми «Баковка» выступила на брейк-фестивале Breiko Svente-88 (Шяуляй, Литва) 2 мая. Затем Краб выступил на чемпионате «Танцы '88» (Москва) (второе место место в стиле «брейкинг»), участвовал во Всесоюзных брейк-данс-фестивалях Papuga '88 (Паланга, Литва, июль), «Колобок '88» (Горький, ноябрь), а в 1989 году — Papuga '89 (Паланга, Литва, 6-14 августа) (третье место в стиле «брейкинг»), «Колобок '89» (Горький, 2-5 ноября) (первое место в стиле «брейкинг»).
В начале 1989 года вместе с московскими брейкерами снялся в видеоклипе Владимира Преснякова-младшего на электро-фанк-композицию «Мистер Брейк» для видеоверсии рок-мюзикла «Улица» (режиссёр: Андрей Комаров), показанной на телеканале «2х2». В августе 1989 года присоединился к московскому брейк-данс-коллективу «Магический круг», с которым выступил на Всесоюзных брейк-данс-фестивалях Papuga '89 и «Колобок '89» со знаменитым номером «Буратино». На фестивале «Колобок '89» «Буратино» был признан «лучшим номером всех времён и народов».
В августе 1991 года вместо отказавшегося от поездки Павла Галкина («Мутабор») уехал на два месяца на гастроли в Крым вместе с брейк-данс-командой «Меркурий» как четвёртый исполнитель в номере «кинг-тат». С 1992 по 1994 год вместе с Романом Козловым («Резиновый») и Ильёй Грылёвым («Пинчер») выступал на подтанцовке у первой московской рэп-группы D.M.J. (ex.-«Меркурий»), выпустившей за это время дебютный альбом «Этот мир — мой!» (1993).
В 1993 году вместе с «Резиновым» выступал на подтанцовке у техно-группы The Eyes In Acid.
Весной 1994 года вместе с другими московскими брейкерами основал уличную арбатскую команду B.People (состав: Андрей «Колючий» Драчёв, Михаил «Мишаня» Бугаков, Дмитрий «Краб» Морозкин, Антон «Кентоша» Собко), название которой придумал «Кентоша». Первое масштабное выступление команды состоялось в московском ночном клубе «Пилот» на соревнования би-боев B.Boys Party 9 июня 1994 года. C 1994 по 1996 год Краб в составе B.People танцевал на Арбате в летние сезоны.
С 1995 года преподавал брейк-данс в школе танцев «База 2000».
В 1995 году Дмитрий Морозкин вместе с Артуром Игнатовым, Игорем Захаровым и Романом Козловым основал танцевально-драматический проект «Театр Квасса», в рамках которого создавал моментальные миниатюры путём импровизации. Выступления проходили в клубе «Аэроданс», куда они были приглашены бывшим арбатским брейкером Тимуром Мамедовым. Свою известность «Театр Квасса» приобрёл после культового юмористического шоу «Сериал главного профессора», где великий учёный сначала изобрёл машину времени и исправлял её последствия, а затем ракету, которую похитил шпион. Затем было поставлено шоу «Чёрный квадрат Малевича, или Голубая серия Пикассо».
4 октября 1997 года команда Da Boogie Crew (Топор, Матрас, Гормон) при поддержке Краба приняла участие в международном чемпионате по брейк-дансу Battle of the Year (BOTY) в городе Оффенбах-ам-Майн в Германии, где по итогу заняла 11 место из 20 возможных. 7 ноября 1998 года Краб вместе с Da Boogie Crew участвовал в баттловых соревнованиях на чемпионате Battle of the Year (BOTY) (Оффенбах-ам-Майн, Германия).
В 1998 году Артур Игнатов, Игорь Захаров, Дмитрий Морозкин и Роман Козлов возродили проект D.M.J., совместив его с «Театром Квасса». Таким образом был создан танцевальный рэп-проект D.M.J.K., где буква K — это Квас: Ди-Меркурий-Джей-Квас. Выступления команды проходили в ночных клубах в сфере транс-техно-мероприятий. Как утверждал Игнатов, все участники коллектива придерживались буддизма, поэтому во время выступлений они использовали мантры и нетрадиционные инструменты, имеющие отношение к этой религии. По словам Захарова, проект представляет из себя спектакль, в котором они танцуют в светящихся флуоресцентных костюмах и исполняют рэп под музыку в жанре транс в сопровождении диджея. В 2004 году группа D.M.J. прекратила своё существование со смертью Артура Игнатова.
В 2009 году вместе с другими советскими брейкерами снялся в видеоклипе на песню «Бит стучит» рэп-группы Bad Balance.
В 2009 году окончил театрально-режиссёрский факультет Московский государственный институт культуры (МГИК) по кафедре режиссуры театрализованных представлений.
26 апреля 2016 года Краб принял участие во флешмобе, который провели танцоры брейк-данса первой волны из стран бывшего СССР в рамках тридцатилетия первого брейк-данс-фестиваля.
В 2017 году вышел документальный фильм «История брейк-данса на Арбате», в который вошло интервью с Крабом 2008 года.
15 апреля 2017 года принял участие в московском брейк-данс-мероприятии Old School Show.
В 2018 году принял участие в съёмках сериала «История брейка в СССР» от сообщества «Три волны брейк-данса».
С 2019 года является спортивным судьёй в новой олимпийской спортивной дисциплине «брейкинг».
С 2019 года режиссёр-постановщик мультимедийного театра перформативных искусств DgtlMysteries («Цифровые мистерии»).
Активно участвует в олдскульных брейк-данс-вечеринках.

## Критика
В 1994 году редактор журнала «Музыкальный Олимп» Андрей Мельников представил рэп-группу D.M.J. как «основателей стиля рэп в России», упомянув при этом в ходе интервью, что рэп — это «стиль негритянских подростков, не характерный для европейца».

### Наследие и влияние
В 1997 году Краб был упомянут Михеем в песне рэп-группы Bad Balance «Московский old school» из компиляции Hip-Hop Info #2: «Топора и Краба знаю как лучших танцоров уже десять лет».
В 1998 году журнал «RAPпресс» назвал участников группы D.M.J. «одними из лучших танцоров России» и «одними из старейших рэперов страны».
В 2002 году журнал 100 % назвал участников группы D.M.J. «пионерами столичного рэпа».
В 2003 году журнал «Афиша» назвал D.M.J. первой рэп-группой, собранной брейкерами в конце 80-х.
В 2004 году Дмитрий «Краб» был упомянут как «танцор старой школы» в статье про историю российского брейк-данса от школы брейк-данса «Волнорез».
В 2007 году главный редактор портала Rap.ru, Андрей Никитин, поместил альбом группы D.M.J. «Этот мир — мой!» (1993) в список главных альбомов русского рэпа.
В 2015 году российский портал The Flow в рамках проекта «Beats&Vibes: 50 главных событий в русском рэпе» представил две самые узнаваемые композиции группы D.M.J.: «Последнее слово» и «Ты виноват».
В 2016 году сайт «Звуки.ру» поместил песню «Последнее слово» группы D.M.J. в плейлист об истории русского рэпа.
В 2019 году Краб был упомянут как «пионер московского брейк-данса», запечатлённый на фотовыставке «Московский олдскул» на ВДНХ.
В 2019 году в ходе опроса 74-х танцоров уличных стилей, проведённого Еленой Матьяновой (Мотя из B.People), Дмитрий Морозкин получил 20 голосов и занял второе место в «Народном рейтинге брейкеров СССР 80х. Топ 56 советских низовиков (BREAKING)».
В 2020 году в ходе опроса 428 танцоров уличных стилей, проведённого Еленой Матьяновой (Мотя из B.People), Дмитрий Морозкин получил 2 голоса в «Народном рейтинге танцоров уличный стилей. Топ 159 русскоязычных BBOYS».

## Дискография
Студийные альбомы D.M.J.
- 1993 — Этот мир — мой!
- 2015 — Танец Вселенной (1998—2004) (издано на CD в 2022 году)

Компиляции D.M.J.
- 1993 — Рэп / Rap Power of D.M.J. (Лика M.C. / D.M.J.)
- 2016 — Меркурий (1989—1994) (издано на CD в 2022 году)

## Фильмография
- 2017 — «История брейк-данса на Арбате» (док. фильм)

## Награды
- В 1988 году Краб занял второе место в стиле «брейкинг» на чемпионате «Танцы '88» (Москва)
- 14 августа 1989 года Краб занял третье место в стиле «брейкинг» на Всесоюзном брейк-данс-фестивале Papuga '89 (Паланга, Литва).
- 14 августа 1989 года команда «Магический круг», в составе которой был Краб, заняла второе место в номинации «номер в свободном стиле» за номер «Буратино» на Всесоюзном брейк-данс-фестивале Papuga '89 (Паланга, Литва)[45][46].
- 5 ноября 1989 года команда «Магический круг», в составе которой был Краб, заняла первое место в номинации «номер в свободном стиле» за номер «Буратино» на Всесоюзном фестивале популярных танцев «Колобок '89» (Горький, ныне — Нижний Новгород)[17][3].
- 5 ноября 1989 года Краб занял первое место в стиле «брейкинг» на Всесоюзном фестивале популярных танцев «Колобок '89» (Горький, ныне — Нижний Новгород)[47].